# Verdienter Meister

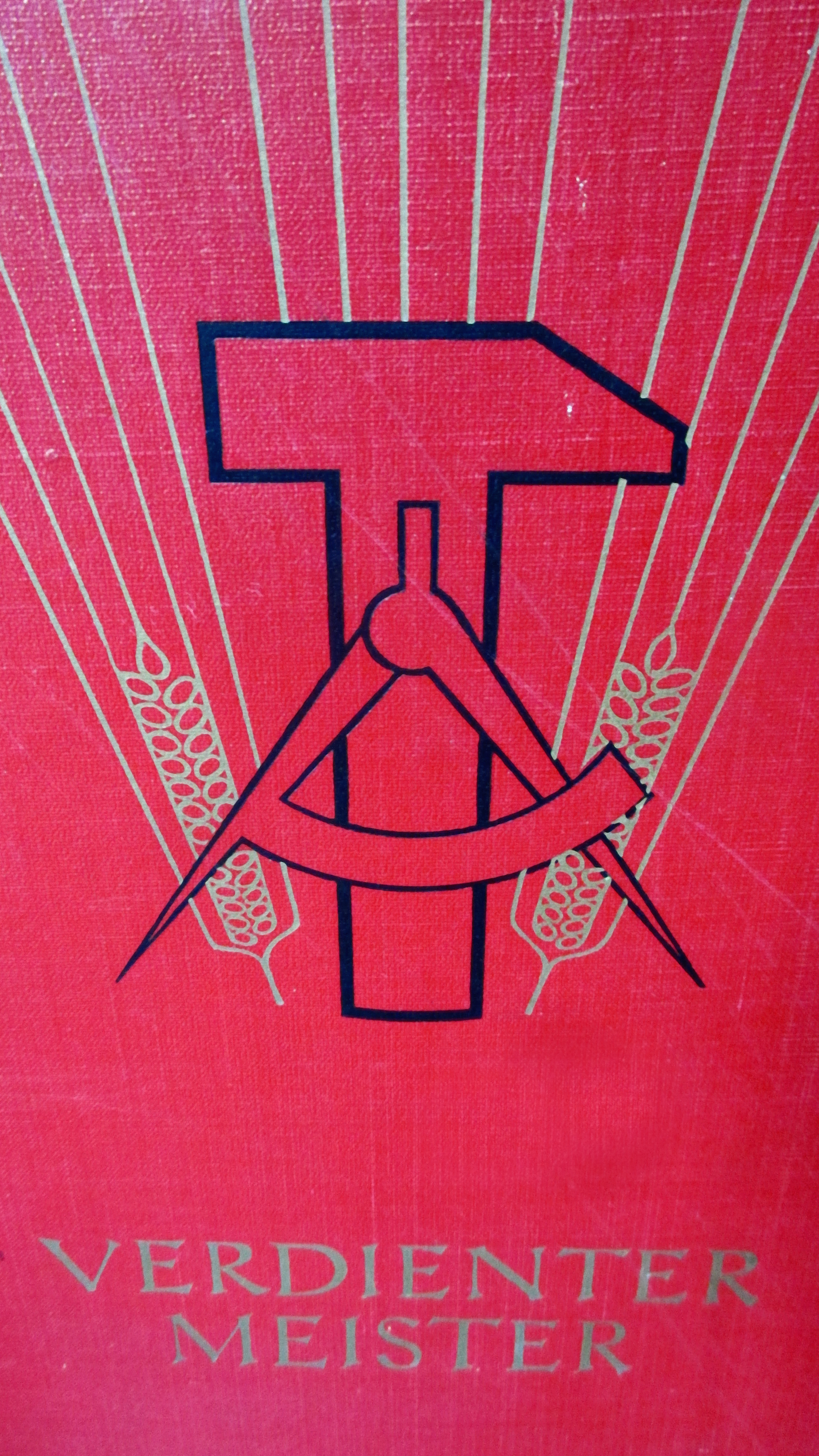
Verdienter Meister der DDR - Urkunde in DIN A3 -

Verdienter Meister war eine staatliche Auszeichnung  der Deutschen Demokratischen Republik (DDR), welche in Form eines Ehrentitels mit Urkunde und einer tragbaren Medaille verliehen wurde. 

## Beschreibung
Gestiftet wurde er am 1. November 1953 und konnte verliehen werden an Meister in der Volkswirtschaft, die in ihrem speziellen Bereich überragende Erfolge im sozialistischen Wettbewerb, in der Planerfüllung sowie in der Durchsetzung des wissenschaftlich-technischen Fortschritts vorweisen konnten. Zunächst war die Höchstverleihungszahl auf nur 50 Träger je Jahr begrenzt, ab 1959 stieg diese Zahl auf 100 und ab 1978 waren dann sogar 250 Verleihungen im Jahr möglich.

## Medaille

### Aussehen
Die aus Bronze bestehende Medaille mit einem Durchmesser von 31,5 mm zeigt auf ihrem Avers einen nach oben hin gerichteten Ährenkranz, an dessen oberem Ende ein Banner angebracht ist, das den Rand der Medaille um 2 mm überragt. Auf ihm ist die Aufschrift: VERDIENTER / MEISTER zu lesen. Innerhalb des Lorbeerkranzes finden sich auf gekörntem Untergrund zwei Ähren, ein Hammer und ein Zirkel. Das Revers der Medaille war bis auf die Herstellerinschrift glatt, ab 1973 entfiel auch dann diese Inschrift.

### Trageweise
Getragen wurde die Medaille ursprünglich an einer blauen, 37 mm breiten und 36 mm hohen fünfeckigen pentagonalen stoffbezogenen Spange an der linken oberen Brustseite. In dieses blaue Band waren zwei senkrechten weiße Streifen von je 2 mm Breite, die 3 mm vom Saum entfernt eingewebt worden. In der Folge ist die Spange mehreren Veränderungen unterworfen gewesen, so dass sie ab 1978, bei gleicher Farbgebung, nur noch 18 mm breit war.